# Fanatisme
El fanatisme és l'apassionament del fanàtic. És una forma d'intolerància extrema que empeny a la repressió de l'alteritat sota totes les seves formes. És una actitud o activitat que es manifesta amb passió exagerada, desmesurada, irracional i tenaç en defensa de una idea, teoria, cultura, estil de vida, etc.
El terme fanàtic designa també la persona que en nom d'una fe, és capaç de fer qualsevol cosa per fer-la triomfar, i s'entusiasme o es preocupa cegament per alguna cosa.
Psicològicament, la persona fanàtica manifesta una apassionada i incondicional adhesió a una causa, un entusiasme desmesurat i/o monomania persistent cap a determinats temes, de manera obstinada, algunes vegades fins indiscriminat i violent. El psicòleg de la religió Tonu Lehtsaar ha definit el terme "fanatisme" com la recerca o la defensa d'alguna cosa d'una manera extrema i apassionat que va més enllà de la normalitat. El fanatisme religiós es defineix per la fe cega, la persecució de la dissidència i l'absència de la realitat.
El fanatisme es refereix a les creences d'una persona o grup. En casos extrems en els quals el fanatisme supera la racionalitat, la ceguesa que produeix aquest apassionament pot portar al fet que la persona fanàtica es comporti, a vegades, de manera irracional i / o extrems perillosos, com matar éssers humans o empresonar-los, amb el fi aparent o manifest de mantenir aquesta creença, considerada pel fanàtic o fanàtics com l'única veritat.
Hi ha el cas del fanatisme positiu (no en contra d'alguna cosa o algú). Per parlar-ne primer hem de definir un altre terme, pres de l'anglès: "fan". Un fan o fanàtic, simpatitzant, aficionat, seguidor, admirador és una persona que sent gust i entusiasme per una altra persona o per cert objecte. El terme s'utilitza en particular en l'esport i l'art, per referir-se a admiradors d'una persona o grup de persones.
Aquest terme va ser tractat per Voltaire, que sosté que la filosofia és l'únic remei al fanatisme: «El fanatisme és a la superstició el que el transport és a la febre, el que la ràbia és a la còlera. El qui té èxtasis, visions, que pren els somnis com a realitats, i les seves imaginacions com a profecies, és un entusiasta; el que sosté la seva bogeria per l'homicidi, és un fanàtic.»
Albert Brie defineix amb humor el fanàtic com «Heroi que, per al triomf dels seus prejudicis, està llest per fer el sacrifici de la seva vida».

## Obres de Voltaire
Obres de Voltaire on es toca el tema:
- Cartes angleses
- Diccionari filosòfic, article Fanatisme
- Tractat sobre la tolerància
- El fanatisme o Mahoma